# Izabella Bourbon–parmai hercegnő
Parmai Izabella (teljes nevén Izabella Mária Lujza Antónia, spanyolul: Isabel María Luisa de Borbón-Parma, németül: Isabella Maria Ludovica von Bourbon-Parma; franciául: Isabelle-Marie-Louise de Bourbon-Parme; Madrid, Spanyol Királyság, 1741. december 31. – Bécs, Ausztria, 1763. november 27.), a Bourbon-házból származó parmai hercegnő, József osztrák trónörökössel kötött házassága révén osztrák főhercegné, magyar és cseh királyi hercegné. I. Fülöp parmai herceg és Franciaországi Lujza Erzsébet legidősebb leánya, XV. Lajos francia király unokája.
Házassága alatt számtalan tudományos, vallásos és filozófiai művet írt. Tizenkilenc, részben befejezetlen írása maradt fenn. A nők társadalmi helyzetéről radikális gondolatokat fogalmazott meg, érvelt teljes egyenjogúságuk mellett. Életében egyetlen írását sem adták ki; a halálát követő évben anyósa, Mária Terézia, kiadatta Méditations chrétiennes (Keresztény elmélkedések) című, a halálról katolikus szempontból gondolkodó művét. Életrajzai több írását is közölték részben vagy egészben.
Míg férje érzéseit nem tudta viszonozni, szoros kapcsolatba került sógornőjével, Mária Krisztina főhercegnővel, aki iránt viszonzott romantikus, talán szexuális érzelmeket táplált. Magányos gyermekkora, anyja váratlan halála, érzelmileg megterhelő házassága, bűnösnek érzett homoszexuális viszonya, illetve négy terhesség három év alatt tönkretették testi és lelki egészségét. Depresszióban vagy bipoláris zavarban szenvedett, öngyilkos hajlamai voltak. Röviddel huszonkettedik születésnapja előtt hunyt el fekete himlőben. Egyetlen gyermeke, Mária Terézia főhercegnő élte túl, aki azonban hét évesen meghalt.

## Élete

### Származása, testvérei
Izabella spanyol infánsnő 1741. december 31-én született a Madrid melletti Buen Retiro-palotában, szüleinek első gyermekeként. Édesapja Fülöp spanyol infáns (1720–1765) volt, Parma későbbi uralkodó hercege, V. Fülöp spanyol király (1683–1746) és Farnese Erzsébet parmai hercegnő (1692–1766) harmadik fia. Édesanyja a Madame Infante-ként ismert Lujza Erzsébet francia királyi hercegnő (1727–1759) volt, XV. Lajos francia király (1710–1774) és Leszczyńska Mária lengyel királyi hercegnő (1703–1768) legidősebb leánya. Apja és anyai nagyapja elsőfokú unokatestvérek voltak.
Lujza Erzsébet tizenkét éves volt, amikor 1739-ben hozzáadták a tizennyolc éves Fülöp infánshoz. Mint a francia király elsőszülött leánya, elvárta volna, hogy királyhoz vagy trónörököshöz adják nőül; a francia udvarban megrökönyödést keltett, hogy egy harmadszülött fiú felesége lett (a lépéssel a Bourbon-ház francia és spanyol ága közötti kapcsolatot kívánták erősíteni). Becsvágyó és határozott nőként hamarosan vezető szerepet szerzett magának a Bourbonok politikájában, Versailles-ban maradt húgai és francia és spanyol barátai segítségével igyekezett magasabb rangot szerezni férje (és így saját maga) számára. Fő célja a Bourbon-ház befolyásának növelése volt.
Férjével, akit eleinte unalmasnak és ostobának talált, Lujza Erzsébet idővel barátságos viszonyt alakított ki. Fülöp kedves, jószándékú, de éretlen férfi volt. Feleségét szerette és gyengéden bánt vele, amit végül Lujza Erzsébet is viszonzott, bár leginkább kisöccseként kezelte a nála hét évvel idősebb férfit. Anyósával, Farnese Erzsébettel, Spanyolország tulajdonképpeni uralkodójával, hamar megromlott a viszonya, mivel a királyné féltette tőle fia fölötti befolyását. Idővel a két nő megtanult együtt dolgozni Fülöp infáns érdekében.
Két testvére tíz évvel Izabella után született, mivel apja nyolc évig az osztrák örökösödési háborúban szolgált, távol tartózkodott feleségétől, majd Lujza Erzsébet élt kilenc hónapot Versailles-ban, családjánál:
- Izabella Mária Lujza Antónia spanyol infánsnő, később parmai hercegnő (1741–1763)
- Ferdinánd parmai herceg, spanyol infáns (1751–1802), később Parma, Piacenza és Guastalla uralkodó hercege. Nővére, Izabella egyik sógornőjét, Mária Amália főhercegnőt (1746–1804) vette feleségül.
- Lujza Mária Terézia Anna parmai hercegnő, spanyol infánsnő (1751–1819), később Mária Lujza néven spanyol királyné, unokatestvére, IV. Károly spanyol király (1748–1819) felesége.

### Gyermekkora Madridban

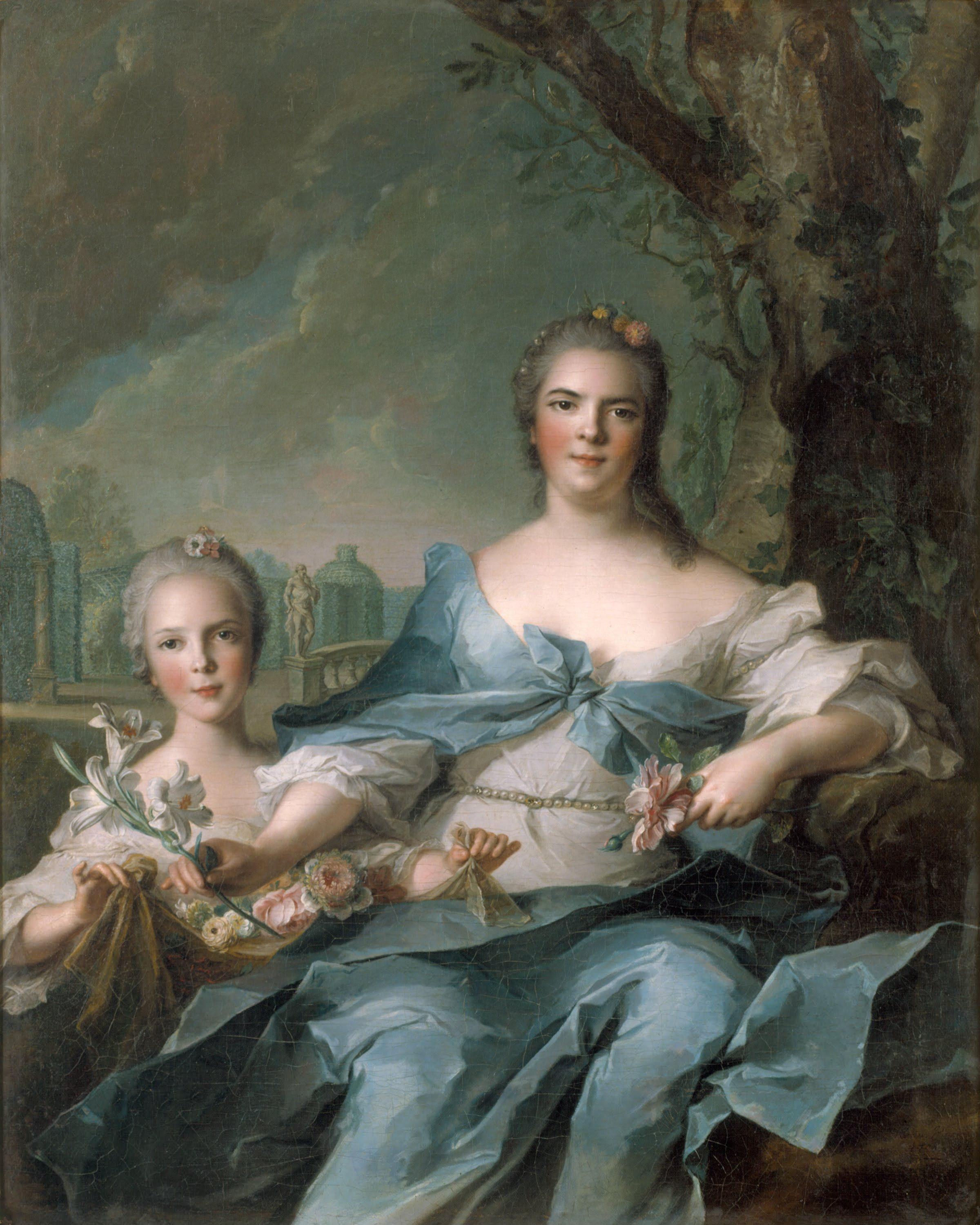
Izabella édesanyjával, Lujza Erzsébet parmai hercegnével Jean-Marc Nattier 1750-es festményén.

Lujza Erzsébet tizennégy éves volt, amikor két napos, nehéz vajúdást követően megszülte Izabellát. Két hónappal később, Farnese Erzsébet kívánságára (aki el akarta őt távolítani feleségétől), Fülöp infáns bevonult, hogy az osztrák örökösödési háborúban szolgáljon. Legközelebb Izabella nyolc éves korában találkozott a feleségével és gyermekével. Lujza Erzsébet kevés szeretetet tanusított a kislány felé, akit valószínűleg tehernek érzett. Három éves korában „makacs[ként]”  és „elviselhetetlen[ként]” jellemezte.

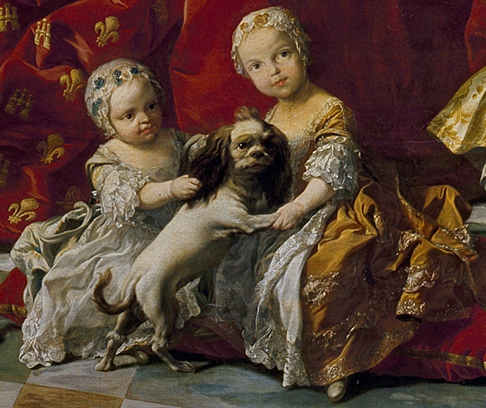
A kétéves Izabella (jobbra) unokatestvérével, Mária Izabella Anna nápoly-szicíliai hercegnővel, a spanyol királyi család Louis Michel van Loo által 1743-ban készített csoportképnek részletén.

Élete első hét évét Izabella Madridban, apai nagyszülei udvarában töltötte. Nagyanyja, Farnese Erzsébet szeretettel és érdeklődéssel fordult az unokája felé, fejlődéséről beszámolt fiának írott leveleiben. A levelek tanúsága szerint Lujza Erzsébet ritkán bánt kedvesen a leányával, türelmetlen volt vele, és amikor Izabella rosszul viselkedett, olyan szigorúan megbüntette, hogy azt Farnese Erzsébet „katonai kiképzéshez” hasonlította. A személyzetnek Fülöp infáns megparancsolta a testi fenyítés alkalmazását, ezzel Lujza Erzsébet is egyetértett.
Izabellát egy aya (nevelőnő), a francia származású özvegy Gonzalez őrgrófné (született Marie-Catherine de Bassecourt-Grigny, később Borghetto őrgrófnő), az aya nevelte, aki kiválóan ismerte és szigorúan betartatta az udvari etikettet. Izabella szoros kapcsolatba került az ayával, ami kiváltotta anyja féltékenységét. Neveltetésének célja az volt, hogy megfeleljen a hercegnőkkel szemben támasztott korabeli elvárásoknak. Saját visszaemlékezései szerint Izabella élénk és hangos gyermek volt, aki mindig „ugrált, felmászott valahová, leesett valahonnan”, összetörte a palota bútorait és díszeit, legszívesebben ugrálókötelezett, lovagolt vagy pillangókat kergetett, de szeretett írni, rajzolni és énekelni is. Annak érdekében, hogy az elvárt viselkedésre kényszerítse, Gonzalez őrgrófné elvette tőle az ugrálóköteleit, a lovait és a hintáit.
„Mit lehet tenni ebben a szomorú helyzetben?”, emlékezett a felnőtt Izabella, hozzátéve: „végül megtanultam észszerűen viselkedni”. Ezentúl csendesen foglalta el magát: „fejem mindig a felhők között volt, egyszerre százezer gondolattal foglalva el magát”. 1746-ban, négy éves korában a madridi francia követ megdicsérte „méltóságteljes” viselkedését. Úgy látta, Izabella máris tudja, „ki ő, kihez tartozik, és egy nap mivé kell majd lennie”. Ugyanakkor megjegyezte, milyen hidegen bánt Izabellával az édesanyja. Az infánsnő tíz éves koráig játszótársak nélkül nőtt fel, szigorú szabályok között; gyermekkorát életrajzírója, Élisabeth Badinter „magányos[ként]” jellemezte.

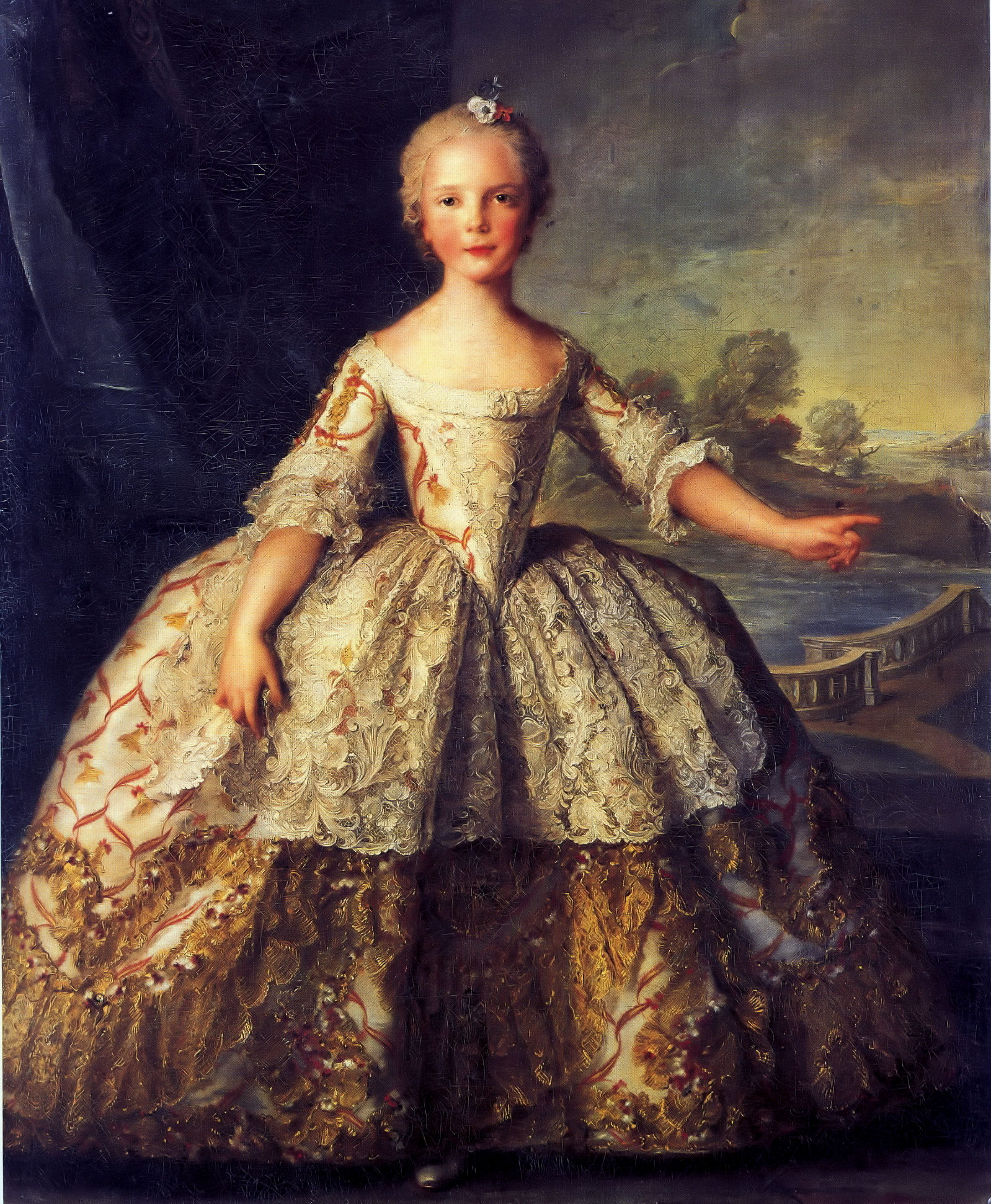
A hétéves Izabella 1749-ben, versailles-i látogatása alkalmával, ceremoniális udvari ruhában, Jean-Marc Nattier portréján.

### Versailles-i látogatás
Úton új otthonuk, a Parmai Hercegség felé, 1749-ben Lujza Erzsébet és Izabella kilenc hónapot töltött el Versailles-ban Lujza Erzsébet családjánál. Ekkor még Izabella volt a francia királyi pár, XV. Lajos és Leszczyńska Mária egyetlen unokája; nagyszülei és nagynénjei elkényeztették. A Versailles-ban töltött idő volt Izabella gyermekkorának legboldogabb szakasza, több figyelmet és szeretetet tapasztalt, mint korábban vagy később bármikor. Eleinte nehezen illeszkedett be a madridinál könnyedebb légkörű francia udvarba, kevéssé élvezte a bálokat és előadásokat (a francia szokások szerint nyolc évesen már minden udvari eseményen részt vehetett. Jobban beszélt spanyolul, mint franciául, környezete félénknek tartotta.
Idővel élvezni kezdte a helyzetet, főleg azt, hogy nagyapja parancsára ugyanúgy kezelték, mint a felnőtt hercegnőket és a királyi őrség szalutált neki. Szívesen elkísérte nagyanyját a salon de la Paix-be, ahol opera- és színházi előadásokat, koncerteket rendeztek, egy alkalommal fel is lépett Szászországi Mária Jozefa dauphine rendezvényén. Később egész életében levelezett anyai családjával, és a versailles-i tartózkodás végére első nyelve már a francia volt.

### Élet Parmában

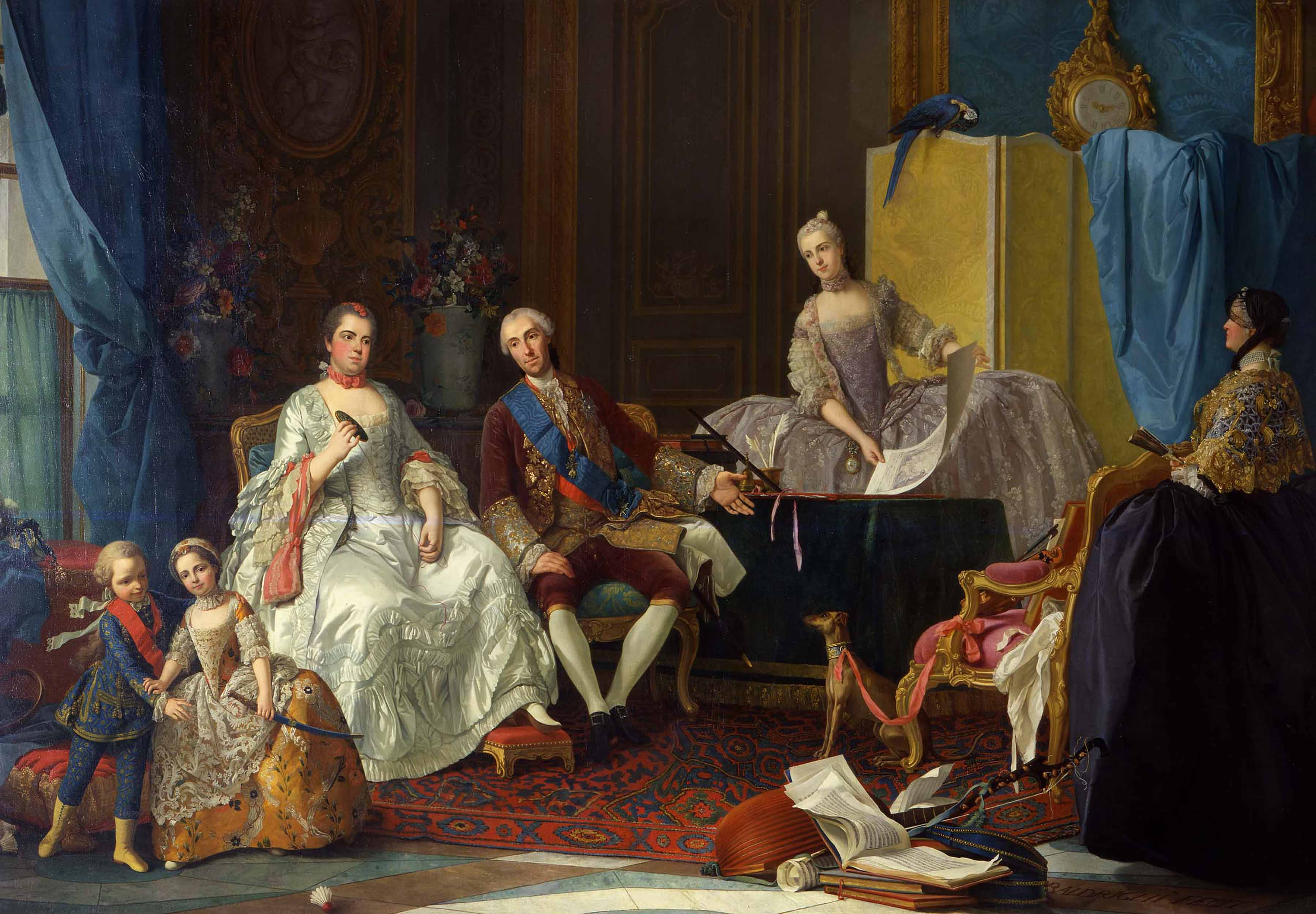
Izabella és családja egy 1757 környékén Giuseppe Baldrighi által festett képen. Balról jobbra: Ferdinánd herceg, Mária Lujza hercegnő, Lujza Erzsébet pármai hercegné, Fülöp pármai herceg, Izabella, Gonzalez őrgrófné.

Az 1748-as aacheni békeszerződés értelmében Izabella apja megkapta a Parmai Hercegséget (amely korábban anyjának családjáé, a Farneséké volt). Parmában ekkora teljesen elszegényedett, az évtizedek óta lakatlan hercegi palotákat romokban találták. Lujza Erzsébet gyakran sírt, sértésként élte meg, milyen körülmények közé került. Izabella maga sem szerette Parmát, visszavágyott Versailles-ba. Miután saját alacsony rangjába bele kellett törődnie, Lujza Erzsébet ezentúl Izabella kiházasítását tekintette fő feladatának. Kétszer utazott Versailles-ba, hogy erről a házasságról tárgyaljon, 1752 augusztusa és 1753 októbere között, illetve 1757 nyarán. Férje és gyermekei mindkét alkalommal Parmában maradtak.
Izabellának 1751-ben két testvére született: január 20-án Ferdinánd és december 9-én Mária Lujza. Anyjuk több szeretet mutatott irántuk, de a jelek szerint Izabella nem volt féltékeny erre, inkább élvezte, hogy van társasága. Amikor Lujza Erzsébet Versailles-ban tartózkodott, Izabella tájékoztatta levelekben apjukat és anyai nagyanyjukat kistestvérei hogylétéről (anyjukkal is bizonyosan levelezett, azonban ezek az írások nem maradtak fenn). Apjuk, Fülöp herceg az év hét hónapjában külön élt gyermekeitől, hogy közelebb legyen a legjobb vadászterületekhez. November és április között két kisebbik gyermeke vele lakott, Izabella azonban külön házban maradt a nevelőnőjével.
Lujza Erzsébet távolságtartó maradt Izabellával, amit francia barátai fel is róttak neki. Ő azt felelte, „túl komoly” a személyisége ahhoz, hogy „összebarátkozzon” a gyermekével, Izabellának pedig „meg kellene elégednie” annyi szeretettel, amennyit kap, hiszen neki (Lujza Erzsébetnek) „hideg a természete”. Franciaország tábornagya, Adrien-Maurice de Noailles hivatalosan is felszólította a parmai hercegnét, hogy bánjon kedvesebben a leányával; Versailles-ban attól tartottak, a külföldi udvarokra, ahova Izabella feleségül mehetne, elriasztó hatással lesz az, hogy anyja nem mutat szeretetet iránta. A parmai francia nagykövet biztosította a tábornagyot, hogy ezentúl több figyelmet fordítanak Izabellára, Lujza Erzsébet pedig többször is hangoztatta, mennyire szereti legidősebb gyermekét: „az egész világnak látnia kell […], mennyire szeretem őt. Azoknak, akik ismernek engem, ez bizonyos”.

#### Tanulmányok
1749 nyarán Izabella szülei felvették Pierre Cerou-t, egy művelt és sikeres francia komédiaszerzőt, hogy birtokaikat igazgassa és történelmet, irodalmat és francia nyelvet tanítson Izabellának. 1754-ben a madridi udvar követelte Cerou leváltását, mivel kételkedtek a vallásosságában; az év áprilisában kérésükre egy francia jezsuita szerzetes, Thomas Fumeron követte Cerou-t. Őt Izabella öccse, Ferdinánd mellé vették fel, a kislánynak innentől hivatalosan nem volt tanítója. 1757-ben a katona és tudós Auguste de Keralio, 1758-ban pedig a filozófus Bonnot de Condillac apát, Jean-Jacques Rousseau, Denis Diderot és Jean le Rond d’Alembert barátja csatlakozott az udvarhoz. Izabellát nem ők, hanem gyóntatóatyái, Fumeron és Belgrado tanították, kizárólag a szentek életére. Emellett folytatta a rajz, a festés és a zene gyakorlását, különösen tehetségesnek bizonyult a hegedűn és a csembalón. Életrajzírója, Badinter szerint későbbi széles műveltsége (ismerte a korabeli hadelméletet, képzett volt történelemből és nagy hatással voltak rá a felvilágosodás gondolatai) mutatja, hogy részt vett Keralion és Condillac öccsének szóló előadásain, bár erre közvetlen bizonyíték nincs.
Izabella szinte biztosan látta, milyen kegyetlenül bántak öccsével a tanárai, főleg Condillac. Bár az apát híres volt haladó pedagógiai elveiről (például a játszva tanítás ötletéről), rendszeresen bottal verte vagy megrugdosta Ferdinándot. Felnőttként Izabella elítélően írt Condillac-ról, Réflexions sur l’éducation című művében a „helytelen” nevelés ismérveit az apátról, annak káros következményeit öccséről mintázta, bár egyiküket sem nevezte meg. Keralióval rendszeresen levelezett, Condillac-ot ritkán említette, miután férjhez ment.

## Élete Bécsben

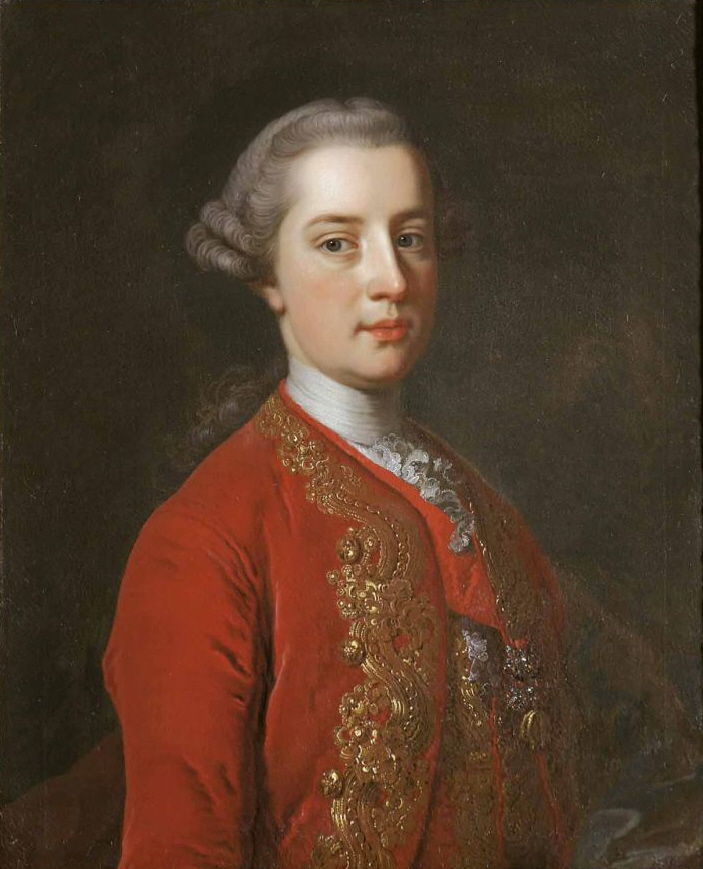
József főherceg egy 1755 környékén Martin van Meytens műhelyében készült portrén.

Izabella házasságának politikai hátterét az éppen folyamatban lévő „diplomáciai forradalom”, az európai szövetségek átrendeződése adta. Mária Terézia házasságokkal igyekezett javítani a hagyományosan rossz kapcsolatot a Habsburg- és a Bourbon-ház között. Madame de Pompadour hatására XV. Lajos szövetséget kötött Ausztriával Nagy-Britannia és a Porosz Királyság ellen. Mária Terézia legidősebb fia és örököse, a későbbi II. József, nőgyűlölő volt, nem akart megházasodni, ezért hagyta, hogy menyasszonyát egyedül anyja válassza ki.
József jegyességét Spanyolországi Mária Ludovikával (Izabella unokatestvérével) azzal az ürüggyel bontották fel, hogy József beleszeretett Izabellába, bár a döntést Mária Terézia hozta meg. Izabella nevében Lujza Erzsébet vett részt a tárgyalásokon, 1759 nyarán Versailles-ban megkötötték a házassági szerződést. Nem sokkal később Lujza Erzsébet meghalt fekete himlőben. Leányát, aki anyja szeretetlensége ellenére erősen kötődött hozzá, mélyen megrázta annak halála, és az a meggyőződése alakult ki, hogy csak négy évvel fogja őt túlélni, nem fogja megérni huszonkettedik születésnapját.
Házasságára készülve Izabella napi hét órában tanult németül. Mindenképpen kedvére akart tenni jövendő anyósának, Mária Teréziának, amire módszeresen készült erre. Figyelemmel követte a Habsburg Birodalom politikáját, főleg az éppen folyó harmadik sziléziai háborút. Vőlegénye, József főherceg ugyanekkor azt írta egy barátjának, hogy bár meg fogja próbálni megszerezni felesége „tiszteletét és bizalmát”, képtelennek érzi magát arra, hogy „szerelmes módjára viselkedjen”. Bevallotta, hogy sosem értette a szerelmet, és a közelgő esküvő gondolatától „remegni” kezdett és levertnek érezte magát.

A Padovában per procurationem (képviselők útján) zajló esküvő után Izabella József Vencel liechtensteini herceg kíséretében Bécsbe utazott. Megviselte az elválás családjától, de örült, hogy elhagyhatja Parmát. Mária Terézia nem engedte, hogy parmai személyzetéből bárkit is magával vigyen. A Habsburg Birodalom határán új főudvarmesternője, özvegy gróf Erdődyné Battyhány Antónia fogadta. Október 1-jén találkozott apósával, I. (Lotaringiai) Ferenc német-római császárral, aki Laxenburgba kísérte. Az itteni kastélyban ismerte meg József főherceget, Mária Teréziát és a császári család és udvar többi tagját. Szemtanúk szerint József azonnal beleszeretett Izabellába; ez valószínűleg túlzás, de hamar elnyerte férje szerelmét azzal, hogy alárendelte magát neki és hagyta, hogy József okosabbnak tűnjön fel mellette. Mária Terézia is elégedett volt menyével, kijelentette róla, hogy „tökéletes”. Új családja azonnal megszerette Izabellát, kivéve legidősebb sógornőjét, a mellőzött Mária Anna főhercegnőt, aki a trónörökös feleségének érkezéséig az udvar második hölgye volt.

Van Meytens képsorozatának három darabja
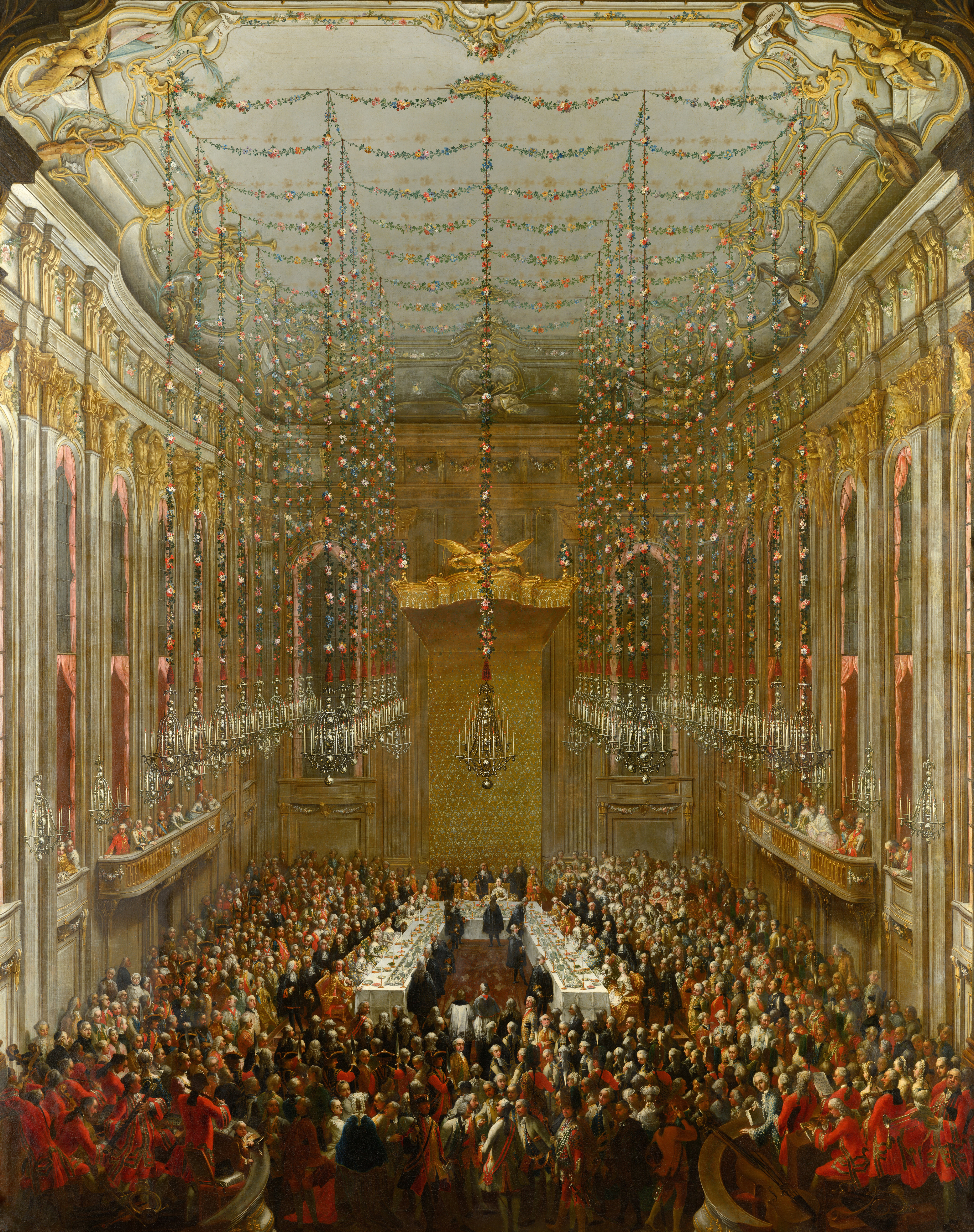
Az esküvői vacsora a desszert alatt. Az asztalfőn Mária Terézia és Ferenc István ülnek, előttük színes cukorból készített kert az asztaldísz. A három méter széles és négy méter magas képet csak 1763-ban fejezték be.
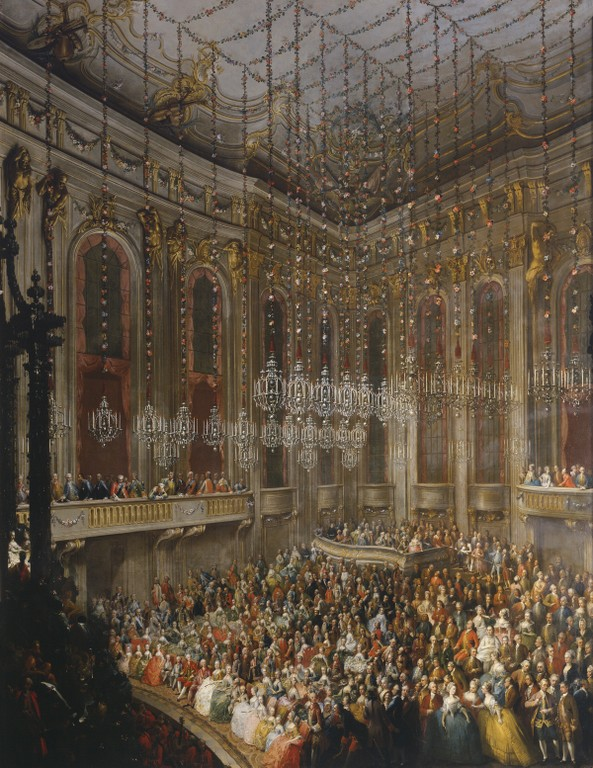
Az esküvő alkalmából rendezett koncert a Hofburg bátermében (Redoutensaal). A császári család az első sorban foglal helyet; közöttük ül a gyermek Wolfgang Amadeus Mozart, aki a valóságban nem volt jelen az esküvőn, 1762-ben érkezett először Bécsbe. Középen Ferenc István és Mária Terézia, két oldalukon József és Izabella, majd a császári gyermekek.
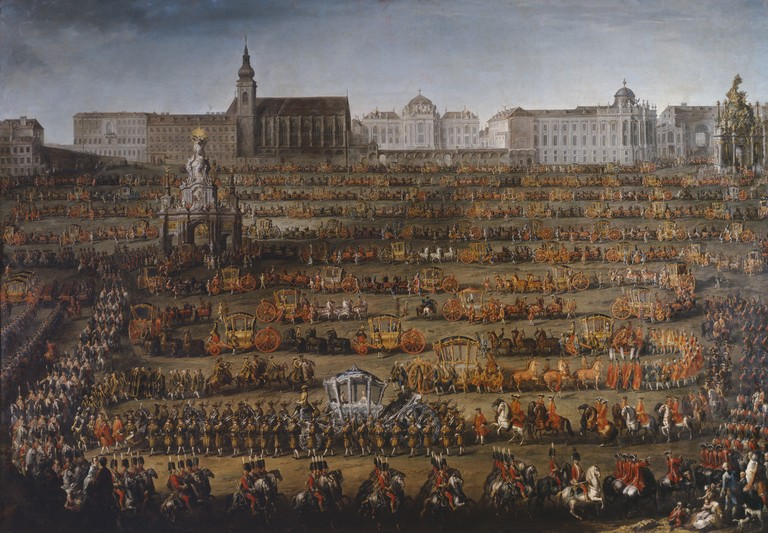
A majdnem száz kocsiból álló esküvői menet. A festő nem jelenítette meg az épületeket, amelyek között a résztvevők vonultak, hogy kiemelje a jelenet méreteit.

Az esküvőt Vitaliano Borromeo pápai nuncius celebrálta október 6-án az Ágoston-rendiek templomában. Éjjel a Hofburg és a Szent István-székesegyház között ünnepi díszkivilágítást rendeztek háromezer lámpással és ugyanennyi viaszgyertyával, a palota udvarán fáklyákkal. A Hofburgban nyilvános vacsorát rendeztek, ahol az Izabella kelengyéjeként érkezett színarany étkészletben szolgáltak fel. Mária Terézia propaganda-képsorozatot rendelt az eseményekről udvari festőjétől, Martin van Meytenstől, amely 2024-ben is a schönbrunni kastély Ceremóniatermében található. Az ünnepségekkel a királynő birodalma erejét és biztonságát demonstrálta a hétéves háború alatt.

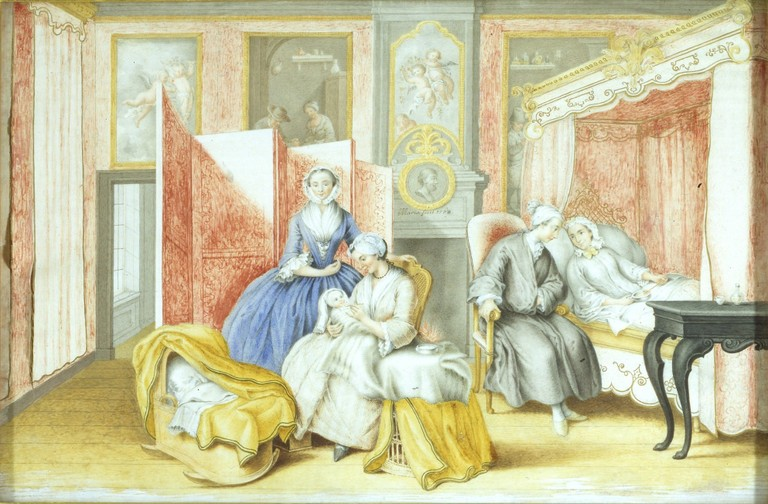
Izabella gyermekágya Mária Krisztina egykorú festményén. Az ágy mellett József ül.

### Házassága, gyermekei
Bár József beleszeretett Izabellába és figyelmesen bánt vele, Izabella nem viszonozta az érzéseit. Főhercegnéként kötelessége volt minél hamarabb örököst szülni, így megkönnyebbült, amikor 1761 végén terhes lett. A terhesség és a szülés közismert korabeli veszélyei szorongással töltötték el, rettegett, hogy nem fogja kibírni a fájdalmakat. Terhessége nehéz volt, a testi tünetekhez depresszió és halálfélelem járult. Férje képtelen volt megérteni szenvedéseit. Végül a Mária Terézia által elvárt módon viselkedett, azaz „érzékenykedés” és „grimaszolás” nélkül. Leánya, Mária Terézia 1762. március 20-án született. Nem tudni, Izabella hogyan viszonyult a gyermekéhez, ám bensőséges levelezésében csak egyszer, futólag említette, magáncélra szánt írásaiban pedig soha. Egy barátja szerint a lánya iránti szeretete „nem nagyon mutatkozott külsőleg”.

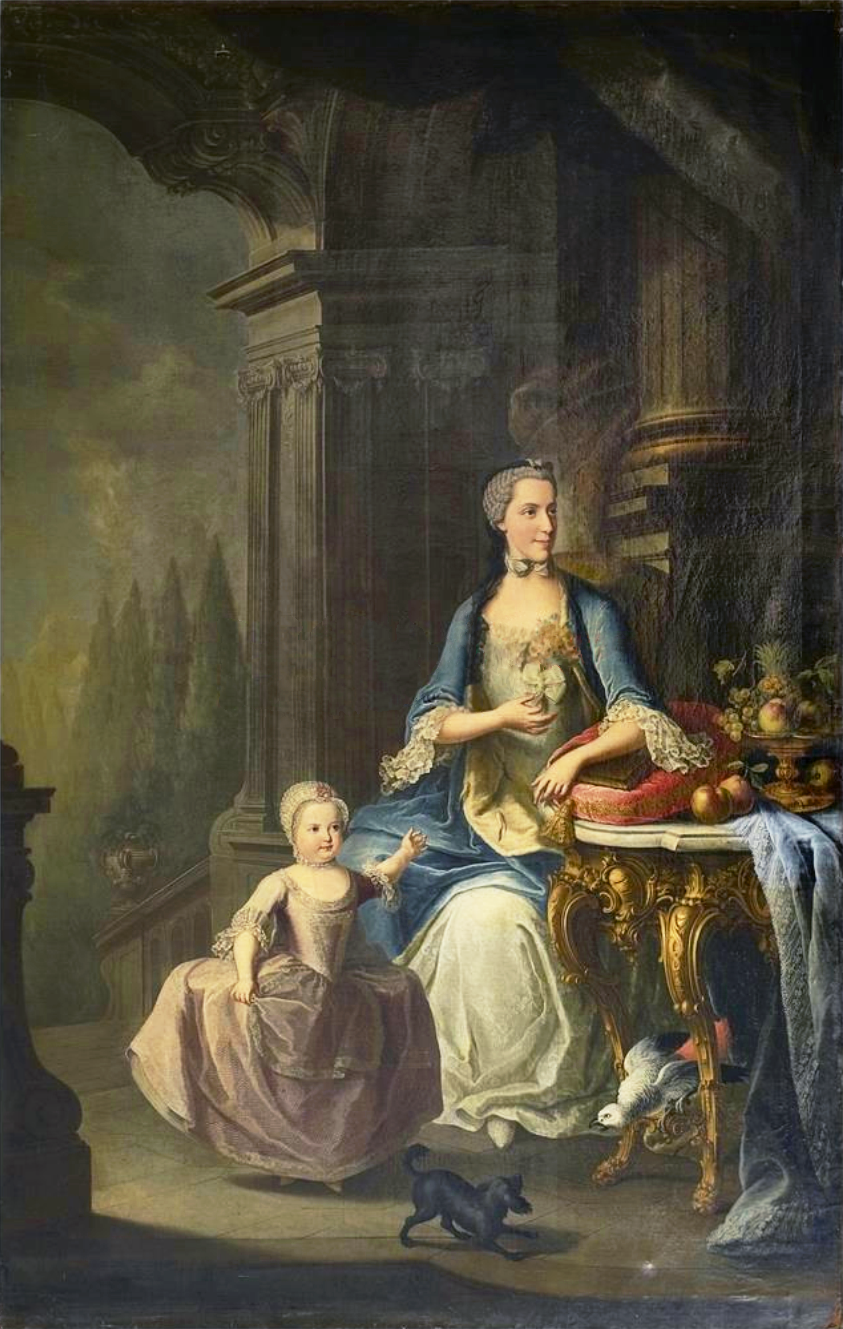
Izabella leányával, Mária Teréziával egy 1762 körül van Meytens műhelyében készült képen.

Hamarosan ismét várandós volt; 1762 augusztusában, majd 1763 januárjában is elvetélt. A második vetélést az udvar hivatalosan tagadta, ám a francia követ jelentései szerint mint Mária Terézia, mind József „igen gondterhelt” volt miatta. Izabella napokig ágyban maradt és még március elején is rossz lelki állapotról számolt be a követ. Testi tünetei is súlyosbodtak: „szélsőségesen vékony” volt, „szinte folyamatos” száraz köhögéstől szenvedett, fájdalmat érzett az oldalában. A korabeli vélemény szerint „komoly veszélyben” forgott, szükségesnek tartották, hogy „megnyugodjon a lelke”. Mária Terézia azt tanácsolta a fiának, hagyja Izabellát fél évig pihenni egy újabb terhesség előtt.
Férje és anyósa egyre jobban szerette Izabellát, aki anyaként tekintett a királynőre. Mindkettőjük elől sikeresen titkolta forradalmi gondolatait a nők helyzetéről. Kettős életet élt, egyszerre volt „felszabadult gondolkodó” és „alárendelt fiatalasszony”. Kortársai szerint az elvárásoknak megfelelő feleség volt, teljesítette egy főhercegné kötelességeit. Mindent megtett, hogy elnyerje férje bizalmát és feloldja a visszahúzódó, nők körében félénk József szorongását.
Házassága három éve alatt Izabellának négy ismert terhessége volt, ebből kettő vetéléssel végződött, kettőből leánygyermek született. Egyetlen gyermeke élte túl a csecsemőkort, ő is gyermekként elhunyt:
1. Mária Terézia Erzsébet Filippina Lujza Jozefa Johanna osztrák főhercegnő, magyar és cseh királyi hercegnő (1762–1770), mellhártyagyulladásban vesztette életét hét éves korában.
2. vetélés 1762 augusztusában
3. vetélés 1763 januárjában
4. Mária Krisztina osztrák főhercegnő, magyar és cseh királyi hercegnő (*/† 1763), hat hónapra született, csak pár órát élt.

### Kapcsolata Mária Krisztina főhercegnővel

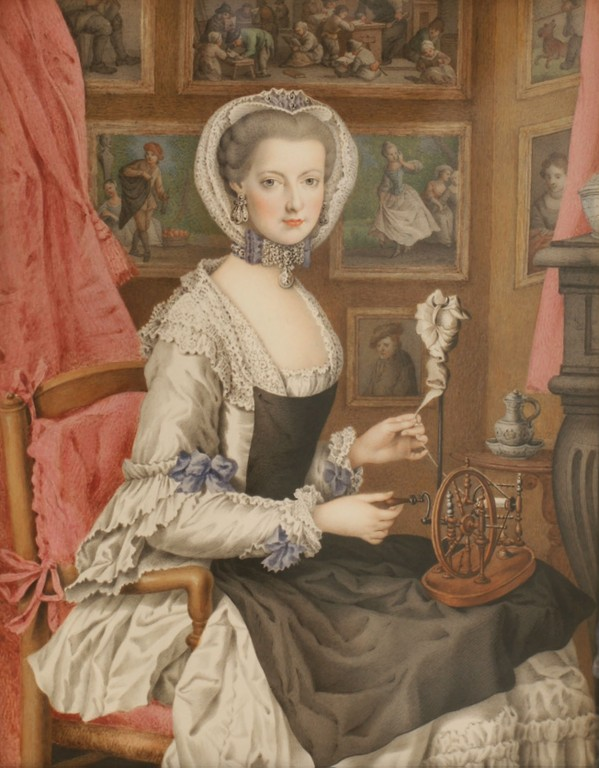
Mária Krisztina önarcképe 1765-ből.

Bécsben Izabella legjobb barátja és egyetlen bizalmasa nála öt hónappal fiatalabb sógornője, Mária Krisztina (Marie) lett, a császári pár harmadik gyermeke, Mária Terézia kedvence. Mária Krisztina okos és művészi hajlamú volt, Izabelláéhoz hasonló érdeklődési körökkel. Naponta több levelet küldtek egymásnak a palotán belül (a korban rendkívül népszerűek voltak a levélregények, és a bizalmas levelezés a közeli kapcsolatok egyik legfontosabb elemének számított.) Több, mint kétszáz levél maradt fenn, amelyeket Izabella írt Mária Krisztinának; sógornője válaszait elégették.
Izabella rövid idő alatt romantikusan és szexuálisan is vonzódni kezdett Mária Krisztinához, aki viszonozta érzelmeit, bár lassabban és visszafogottabban. Izabella már 1760 októberében vagy novemberében játékosan udvarolt Mária Krisztinának, például azt írta, „a szerelem, az a kegyetlen isten” kínozza. A korai levelek hivatalos megszólítása („asszonyom, kedves húgom”) helyett hamarosan „legkedvesebb angyalomnak”, „legdrágább kincsemnek”, „vigasztalásomnak” nevezte Mária Krisztinát, akinek a mon Alte („öregem”, francia és német keveréke) és a mon âne/mein Engerl/Eserl („csacsikám”, franciául vagy németül) beceneveket adta. Egy alkalommal Mária Krisztina arra kérte Izabellát, szólítsa őt baadwaschl-nek (a mosdókesztyű bécsies neve). A levelekben gyakran hivatkozott magukra egy heteroszexuális pár tagjaiként; Mária Krisztinát Eurüdikének, magát Orpheusznak nevezte, vagy divatos korabeli színdarabok szerelmeseit játszották. Többször Mária Krisztina „szeretőjének” vagy „szerelmesének” (amant) hívta magát. Keverte a korban divatos, túlzó udvariassági nyelvet és vonzalma kifejeződését.

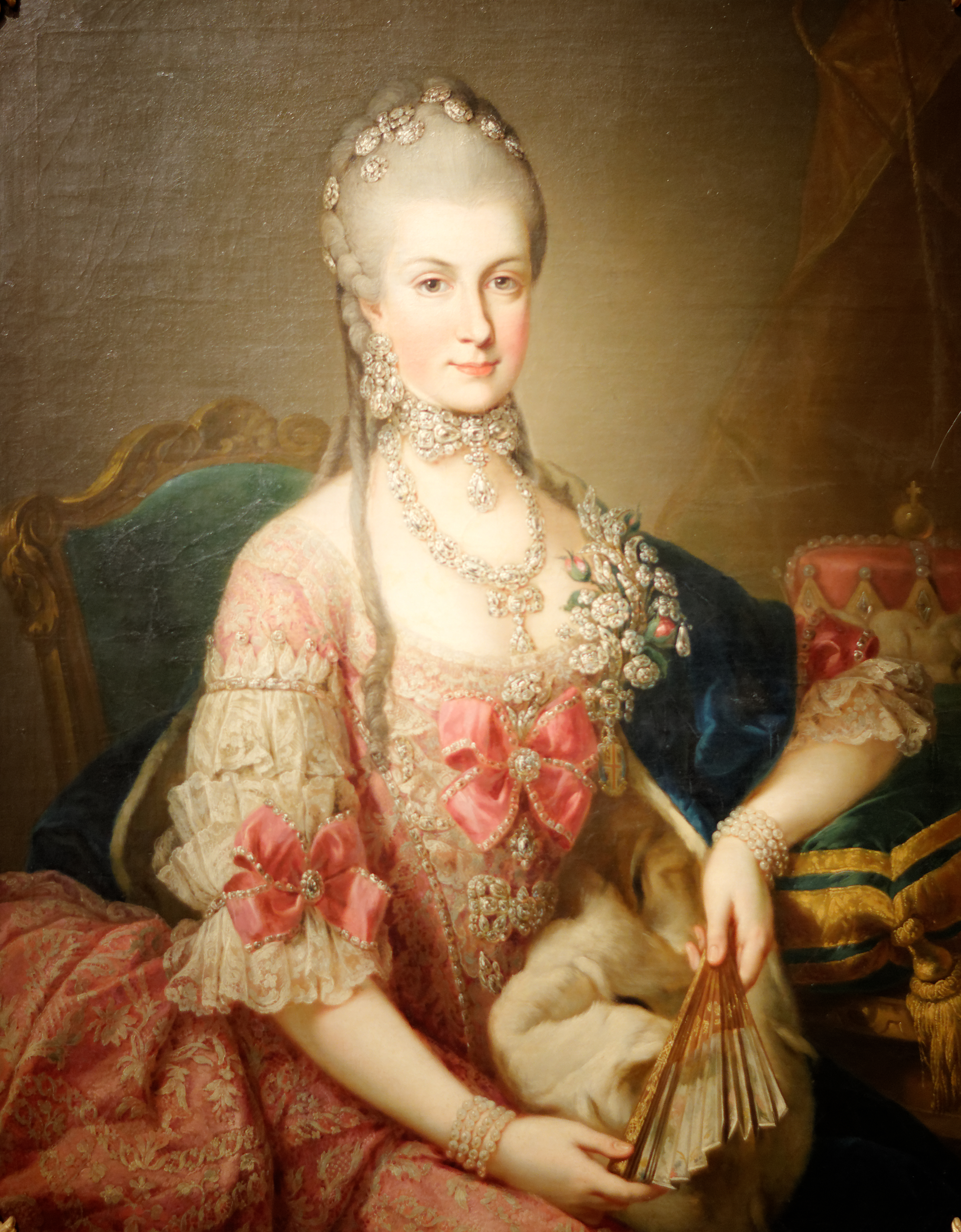
Mária Krisztina van Meytens 1762-es portréján.

A sógornők találkákat beszéltek meg félreeső helyeken, mise alatt is leveleztek. Korabeli árnyékszéket ajándékoztak egymásnak és Izabella arra kérte Mária Krisztinát, gondoljon rá mindig, amikor használja. Kapcsolatukat igyekeztek titkolni, 1761 márciusában Izabella emlékeztette Mária Krisztinát „adott szavára”, hogy valamit (amit a levél nem nevez meg) titokban fog tartani, „mert a világon semmi sem olyan szégyenletes, mint a természet ellen cselekedni”.
A homoszexualitást a kor és katolikus vallásuk értékrendje szerint mindketten bűnösnek tartották. Izabella folyamatos bűntudatot érzett a vonzódása miatt és azért, mert nem tudta teljesíteni a férje iránti szerelem „kötelességét”. Emiatt depressziója romlott, meggyőződésévé vált, hogy csak a halál oldhatja meg a helyzetét. Egy levelében azt írta, „csakis a Mindenható a megmondhatója, milyen szívesen megválnék ettől az élettől, amelyben naponként sérelem éri Őt”. Mária Krisztina hagyatékában szerepelt egy miniatúra Izabelláról és a leányáról, amelyet az imakönyvében tartott; a hátulján lévő feliratban a „legjobb és legigazabb” barátjának nevezte Izabellát, aki „angyalként élt és úgy is halt meg”.
Halála előtt Izabella figyelmeztette anyósát, hogy iratai közül nem mindent szabad Józsefnek látnia, így Mária Terézia megparancsolta Erdődi grófnénak, hogy mindet égesse el. Nem tudni, ez miért nem történt meg, de Mária Krisztina válaszlevelei ekkor semmisülhettek meg. Izabella Mária Krisztinának írott leveleit a főhercegnő halála után annak férje, Albert Kázmér szász-tescheni herceg találta meg, aki egy „kivételes barátság” bizonyítékát látta bennük. A levelek később a Magyar Nemzeti Levéltárba kerültek. Először a XIX. század végén adott ki egy cenzúrázott válogatást Alfred Ritter von Arneth császári levéltáros, majd 1959-ben Joseph Hrasky egy hasonlóan szűrt változatot. A teljes megmaradt, annotált levelezést 2008-ban publikálta Élisabeth Badinter.

##### A kapcsolat történészi értékelése
Izabella és József első életrajzírói a levelek erotikus töltetű nyelvezetét a „női barátság” divatos kifejeződésének tartották, későbbi elemzők azonban egyetértenek abban, hogy Izabella és Mária Krisztina romantikus, talán szexuális viszonyt létesített. Badinter felsorolja a romantikus-szexuális viszonyok a korban és ma is elfogadott olyan jeleit, amelyek megjelennek a levelekben: birtoklási vágy, bánat, amikor nem lehetnek együtt, a szerelem tárgya iránti „megszállott” rajongás, a féltékenység és az egyén hangulatának a másik viselkedésétől való függése. Azt, hogy Izabella nem érzett heteroszexuális vonzalmat, alátámasztja az általa írt Traité sur les hommes (Értekezés a férfiakról) egy mondata, amely szerint egyetlen férfi sem tudna nők nélkül élni, de bármely nő képes férfiak nélkül élni.
Freyermuth kiemeli, hogy a levelek túlfűtött nyelvezete a korban elterjedt része volt a művelt levelezésnek; az aimer à la rage (az őrületig szeretni) kifejezést Izabella használta Mária Krisztinával és annak főudvarmesternőjével kapcsolatban is. Ennek ellenére úgy véli, a levelek a barátságnál vagy testvéri kapcsolatnál erősebb érzelmet, „kizárólagos szenvedélyt” fejeznek ki, az intimitás „zsigeri szükségletét”, főleg gyakoriságukkal (sokszor naponta több levél is született) és „kétértelmű kifejezéseken” keresztül. Izabella keverte a platonikus és romantikus érzelmeket kifejező szavakat. Ha szexuális vagy romantikus töltetű megfogalmazást használt, azt mindig „semlegesítette”, platonikus szóval követte (például: „Sóvárgok az ön szerelme [amour] után, barátsága [amitié] után, amint kívánja, és örökké”). Vallomásait az általános francia on névmás használatával tette személytelenné: „ha az ember megpillantja önt (on vous voit), többé semmi más nem foglalkoztathatja (on ne plus peut être occupé), mint az ön bájai”. A két nő szabadon megtárgyalta a terhességgel és betegségekkel járó testi tüneteket. Bár a XVIII. században az anyagcsere folyamatait kevesebb tabu övezte, mint napjainkban, Izabella a durvaságig közvetlen nyelvezete (például: „összeszartam [chié] az alsóingemet”) Freyermuth szerint arra utal, hogy fizikai, valószínűleg szexuális intimitásban élt Mária Krisztinával.
| Élisabeth Badinter válogatása Izabella leveleiből a szerelmi viszony alátámasztására | Élisabeth Badinter válogatása Izabella leveleiből a szerelmi viszony alátámasztására |
| --- | --- |
| francia eredeti vagy *német eredeti francia fordítása | magyar fordítás |
| Je vous aime à l’adoration et mon bonheur est de vous aimer et d’être assurée de vous. | Az imádatig szeretem önt és boldogságom abban áll, hogy szeretem önt és bizonyos vagyok [a viszonzásban]. |
| Je suis amoureuse de toi comme une folle, saintement ou diaboliquement, je vous aime et aimerai jusqu’au tombeau. | Olyan szerelmes vagyok beléd, mint egy bolond, szentül vagy ördögi módon, szeretem önt és szeretni fogom a sírig. |
| Je suis très disposée à vous étouffer à force de caresses. | Nagy hajlandóságot érzek arra, hogy megfojtsam önt simogatásaimmal. |
| Vous me faites tourner la tête […] Je suis dans l’état le plus violent, la sueur me coule sur le front, je suis sans haleine… | Ön megszédít engem […] A leghevesebb állapotban vagyok, izzadság csorog a homlokomon, elakad a lélegzetem… |
| Je vous baise de toutes mes forces, mais plus avec le menton. | Teljes erőmből csókolom önt, de többé nem az állammal. |
| Je vous baise tout ce que vous laissez baiser. | Csókolom mindazt, amit csókolnom enged. |
| Il pourrait bien arriver que nous nous embrassions jusqu’à épuisement. | Könnyen előfordulhat, hogy halálra csókoljuk egymást. |
| Je baise ton petit cul d’archange.* | Csókolom az arkangyali seggecskédet. |
| Je baise votre adorable cul en me gardant bien de vous offrir le mien qui est un peu foireux. | Csókolom az ön imádnivaló seggét, de vigyázok, hogy fel ne kínáljam a sajátomat, amely egy kissé zűrös. |
| Le visage est un peu malade, mais votre place favorite ne [l’est pas]. | Az arc[om] egy kissé beteg, de az ön kedvenc helye nem. |
| Tout ce qui m’occupe à cette heure, c’est de dire si je pouvais seulement la voir, quelle douceur ne serait-ce pas, quel bonheur, quelle satisfaction intérieure ne ressentirais-je pas, si je pouvais seulement contempler ce nez tourné avec tant de grâce et d'attrait, qui m’a si souvent transportée, cette bouche si propre à consoler par ses baisers, ces yeux dont le langage est si touchant. […] J'oublie où je suis, j’oublie ceux avec qui je suis. […] Je ne pense qu’à ce nouveau désir que je cherche à satisfaire à quelque prix que cela soit. | Ebben az órában csak az foglalkoztat, elmondani, ha láthatnám őt, milyen édes lenne, micsoda boldogság, micsoda belső megelégedést éreznék, ha csak elnézhetném azt az oly kecsesen és hívogatóan forduló orrot, mely oly sokszor elragadott engem, azt a szájat, amely oly alkalmas csókjaival vigasztalni, azokat a szemeket, melyeknek beszéde oly megható. […] Elfelejtem, hol vagyok, elfelejtem, kikkel vagyok. […] Másra sem tudok gondolni, mint arra az új vágyra, amelyet kielégíteni igyekszem, bármi legyen is az ára. |

### Kapcsolata Mária Anna főhercegnővel

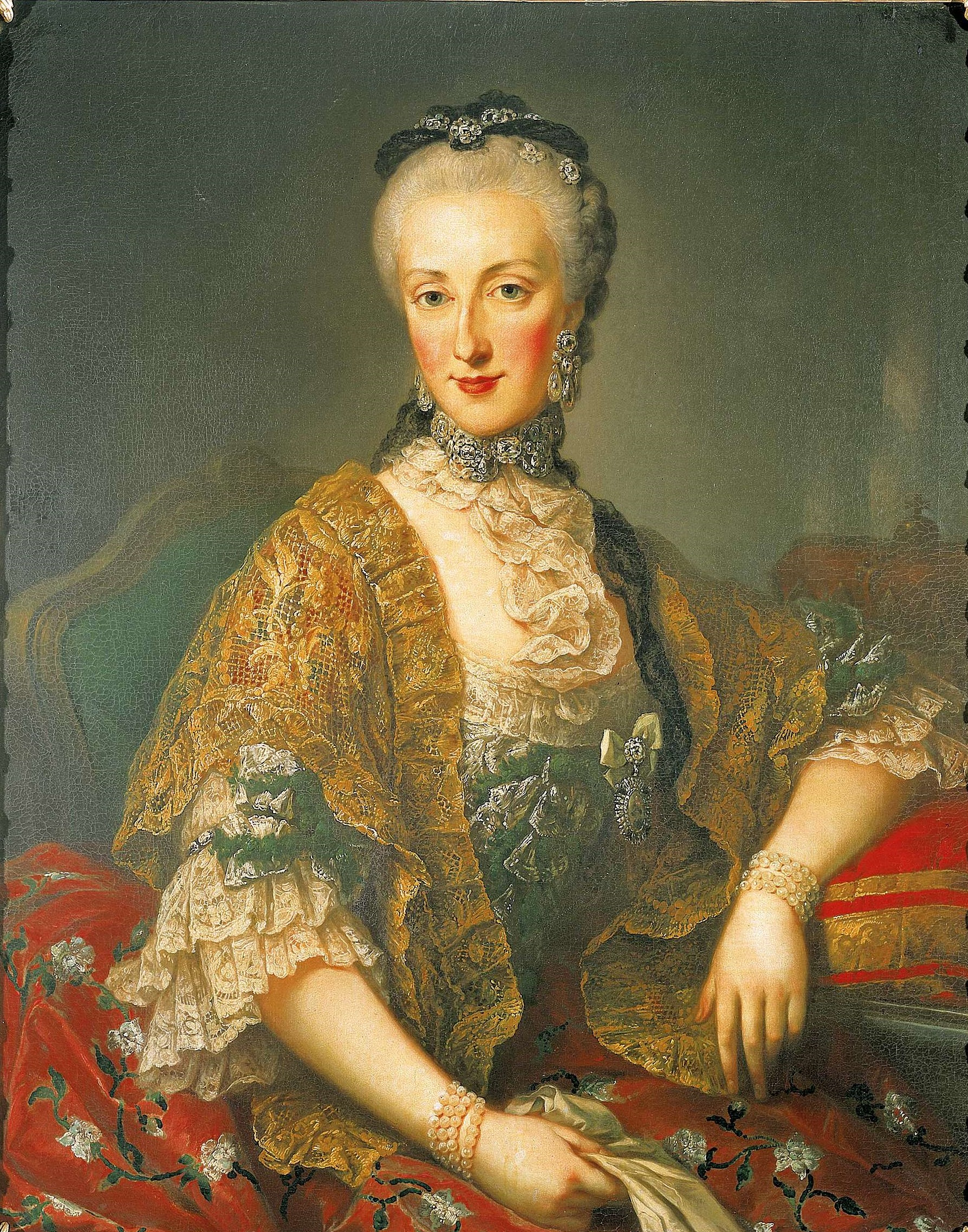
Izabella legidősebb sógornője, Mária Anna főhercegnő van Meytens 1760-as portréján.

Férje legidősebb testvére, Mária Anna (Marianne) gyanakvással fogadta és vetélytársának tartotta Izabellát. Míg Izabella szépnek számított, lánytestvérei közül Mária Annát gondolták a legkevésbé vonzó külsejűnek. Egy betegség következtében púpos volt a háta, ami alkalmatlanná tette a dinasztikus házasságkötésre. Izabella azonnal népszerűvé vált, Mária Annát egész életében mellőzték a szülei és nem kedvelték a testvérei. Konfliktusokkal teli családi életéből tudományos munkába menekült, így közel került hasonló érdeklődésű apjához, a híresen okos és művelt Izabella érkezése után azonban Ferenc császár is inkább vele foglalkozott. Izabellát énekben és hegedülésben is tehetségesebbnek ítélték.
Féltékenysége és kisebbrendűségi érzése miatt Mária Anna ellenségesen kezelte Izabellát, aki ezt soha nem bocsátotta meg, „kétszínűnek” és „képmutatónak” tartotta sógornőjét. Róla írta Les Charmes de la fausse amitié (A hamis barátság bájai) című esszéjét. Mária Anna az egyetlen, aki talán sejtette, milyen kapcsolat állt fenn húga és sógornőjük között, kémkedett utánuk. Habár a nyilvánosság előtt udvariasan viselkedtek egymással, a kapcsolatuk folyamatosan romlott és elmérgesítette Mária Anna és József eleve rossz viszonyát. Amikor József családfő lett, bosszút állt nővérén néhai felesége megsértéséért, elszigetelte a család többi tagjától és a lehető legkevesebb pénz utalta ki az ellátására.

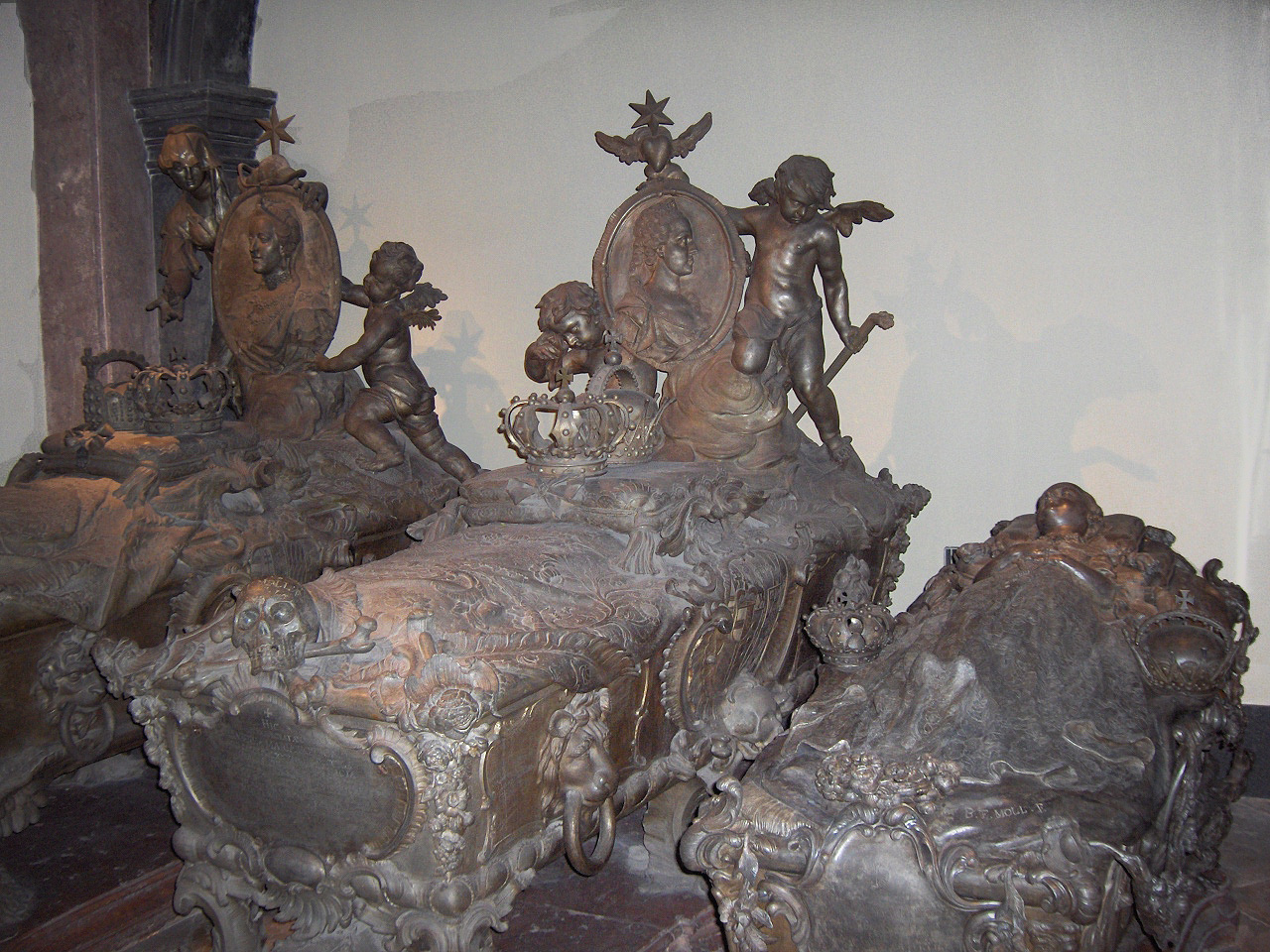
Izabella síremléke, alatta leánya, Mária Krisztina szarkofágja, az előtérben idősebbik gyermeke, Mária Teréziáé, a háttérben férje második felesége, Bajorországi Mária Jozefáé.

### Halála
1763 őszén feljegyezték, hogy Izabella nem akart visszatérni a télen használt Hofburgba a nyáron lakott Schönbunnból. Hat hónapos terhes volt, sejtése szerint ikrekkel. Bécsben abban az évben is megjelent a fekete himlő. November 18-án, négy nappal azután, hogy beköltöztek a városba, Izabella belázasodott, hamarosan egyértelművé vált, hogy elkapta a betegséget. Mária Teréziát, aki addig ápolta, eltiltották tőle, mivel az uralkodónő korábban még nem volt himlős, így veszélyeztetett volt. Ezután a férje, József, és annak húgai, Mária Anna és Mária Krisztina ápolták. A láz következtében megindult a szülés. Izabella koraszülött kislányát kérésére Mária Krisztinának keresztelték, de a csecsemő azonnal meghalt.

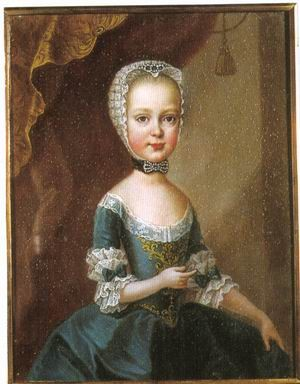
Izabella leánya, Mária Terézia főhercegnő 1770-ben, halála évében.

A szülés után Izabella ritkán volt tudatánál. Ilyenkor olyan bátran viselkedett, mint aki érdektelen a közelgő halállal szemben. November 27-én hajnalban halt meg, nyolc nappal kislánya után és három hónappal a huszonkettedik születésnapja előtt (amelyben anyja halála óta biztos volt, hogy nem éri meg). A fertőző holttestet, mint a himlő többi áldozatáét, a főhercegnőknek járó boncolás és balzsamozás nélkül, sietve temették el a Kapucinusok kriptájának Mária Terézia-termében. A kis Mária Krisztina koporsóját anyjáé alá helyezték. Izabella halála, a császári gyermekek közül három vagy négy fekete himlő általi halálával és a legtöbb családtag a betegség okozta szenvedésével együtt hozzájárult Mária Terézia 1768-as döntéséhez, hogy beoltassa a családját. A varioláció új gyakorlata ezután terjedt el Ausztriában.
Józsefet mélyen megrázta felesége halála. Fél évvel később megkérte felesége tizenkét éves húgának, Lujzának a kezét. Úgy érezte, csak vele lehet boldog, őt azonban már eljegyezték mással. Egyetlen gyermekét szeretettel nevelte annak 1770-ben hét éves korában bekövetkezett, mellhártyagyulladás okozta haláláig. Anyja nyomására 1765-ben újraházasodott. Másodfokú unokatestvérét, Bajorországi Mária Jozefát vette el, akitől undorodott és akivel rosszul bánt, annak ellenére, hogy az asszony igyekezett a kedvében járni. Két év gyermektelen és boldogtalan házasság után Mária Jozefa is fekete himlőben hunyt el.
Az, hogy Mária Krisztina hogyan fogadta Izabella halálát, nem ismeretes. Annak haláláig ő is gondoskodott a kis Mária Teréziáról. 1766-ban nőül ment Albert Kázmér szász-tescheni herceghez. Izabella írásait élete végéig megőrizte; egyetlen róla szóló feljegyzése szerint Izabella halála „mindenki, de mindenek felett az én nagy bánatom[ra]” történt.
Izabella síremlékét Balthazar Ferdinand Moll tervezte. A rokokó ónszarkofágot 1764-ben állították fel, ebbe került az eredeti fakoporsó. Tetején halálfej és címerpajzs található (ennek bal oldalán a magyar, a cseh, a burgundi és az etruriai címer, közepén az osztrák címer a főhercegi koronával, jobb oldalán Parma és Piacenza címere kiegészítve Kasztília és León címerével és a francia liliomokkal). A fejrésznél párnán nyugszik a főhercegi korona, egy királyi korona és a Csillagkeresztes Rend jele. Efölött emelkedik Izabella domborművű arcképe, két oldalán egy-egy angyal, az egyik ül és sír, a másik leeresztett, félbetört fáklyát tart, felette egy szárnyas szív csillaggal (a túlvilágon való isteni átlényegülés jelképe). A latin sírfelirat szerint „itt várja a boldog feltámadást Bourbon Izabella Mária, aki üdvösségünk 1741. évében, december utolsó napján látta meg a napvilágot. 1760. október 6-án ezen magasztos városban ment nőül a legdicsőbb Ausztriai Józsefhez és 1763-ban, november 27-én e tökéletes feleség, a fejedelmek ékessége, a nép öröme időnek előtte felvétetett a mennybe’’.

## Jellemzése
Izabella foglalkozott matematikával, történelemmel, fizikával és metafizikával, festett, rajzolt, énekelt, hegedűn és csembalón játszott, verseket szerzett és tanulmányokat írt. 1758-ban Pierre-Jean Grosley francia történész és utazó Parma „egyik fő csodájának” nevezte Izabellát, akinek „kifejezett tehetsége” volt minden „hasznos és élvezetes művészetben” és „jó tudással” rendelkezett a világról. Az, hogy gyermekkorában a korban szokatlanul sokat utazott és rövid életében négy országban élt, elősegítette Izabella intellektuális fejlődését és kritikus gondolkodásra szoktatta. Olvasta Jacques-Bénigne Bossuet és John Law műveit.
Osztrák diplomaták szerint Izabella beszélt franciául, spanyolul, olaszul és valamennyit latinul, tanult németül, térképeket tanulmányozott, követte a folyamatban lévő harmadik sziléziai háború eseményeit. Egy Mária Terézia által megrendelt jelentés szerint „gyönyörű” és „kedves” volt, „méltóságteljes”, de sosem „affektált”. Szeretett olvasni, de nem akart „tudósnak látszani”, azaz képes volt okosságát és műveltségét a korban a nőktől elvárt viselkedés korlátai között kifejezni. Szerette a bálokat és a táncot, de nem kártyázott, lovagolt vagy vadászott szívesen, inkább gyors sétákat tett. Nagyanyja, Leszczyńska Mária példáját követve bevétele nagy részét a szegényeknek adományozta.
Visszafogottsága ellenére Izabella népszerű volt kortársai körében. Tudatosan megfigyelte a körülötte élőket, elemezte a személyiségüket, az erősségeiket és gyengeségeiket, hogy tudja, hogyan alakítson ki jó kapcsolatot velük. Mária Krisztina jellemzése Izabella rossz tulajdonságai közé sorolta, hogy szerette ingerelni az embereket, de amikor elérte a célját és megbántotta őket, szörnyen érezte magát, illetve, hogy nehezen változtatta meg a véleményét.

### Pszichológiai nehézségei
Kortársai melankólikusként hivatkoztak Izabellára (így nevezték akkoriban a depresszív tüneteket). Bár általában élénk volt, néha hirtelen nem tudott megmozdulni és órákig egy helyben ülve maga elé bámult, ezért életrajzírói szerint valószínűleg bipoláris zavartól szenvedett. Ennek tünetei mindkét nagyapjára és apjára is jellemzőek voltak. A házassága, terhességei és homoszexuális vágyai lelki nehézségeket okoztak, öngyilkos hajlamai alakultak ki. Egy levélben azt írta, „nagy kísértést” érezne arra, hogy megölje magát, ha az egyház ezt nem tiltaná, mivel ő „semmire sem jó”, „csak rosszat tesz” és nem lát módot arra, hogy elérje a megváltást. Házassága kezdetétől rendszeresen közölte barátaival és udvarhölgyeivel, hogy nem fog sokáig élni, kislányának, Teréziának is korai halált jósolt. 1763-ban kijelentette, egy hang bejelentette közelgő halálát, amitől „szelíd, békés, ünnepi” hangulat lett úrrá rajta és azóta „rejtélyes hatalmat” érzett önmaga felett.

## Művei
Első fennmaradt műve 1758-ból, tizenhét éves korából származik, címe Remarques politiques et militaires (Politikai és katonai megfigyelések). Összesen tizenkilenc írás maradt fenn sógornője, Mária Krisztina hagyatékában. Többségük Bécsben, Izabella házassága alatt született. Egyetlen könyvét adták ki: halála után, 1764-ben Mária Terézia publikáltatta a Méditations chrétiennes-t (Keresztény elmélkedések), amely különböző teológiai kérdésekről, főleg a halálról szólt a katolikus dogmát követve. Írt egy rövid életrajzot Les Aventures de l’étourderie (A szertelenség kalandjai) címmel. Tervezett egy hosszabb értekezést Traité historique des mœur (Történelmi értekezés a korerkölcsökről) címmel, amelyben az ókortól saját koráig tárgyalta volna különböző népek társadalmát és kulturális szokásait, ám korai halála előtt csak az ókori egyiptomiakról szóló első fejezet készült el.

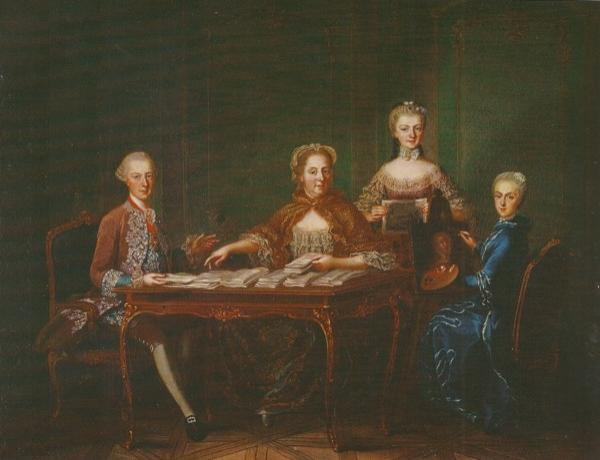
1763-as családi kép van Meytenstől. Balról jobbra: József, Mária Terézia, Izabella, Mária Krisztina.

Halála előtt megírta a Conseils à Marie (Tanácsok Marie-nak) című dokumentumot Mária Krisztinának. Ebben megosztotta  vele a császári család tagjairól alkotott véleményét és elmagyarázta, hogyan alakítson ki jó kapcsolatot velük. A Conseils fontos forrás Mária Terézia, Ferenc császár és József főherceg személyiségéről és a császári család magánéletéről. Fennmaradt egy saját használatára készült jegyzet is Questions à définir au sujet de gagner le cœur de l’Archiduc (Megválaszolandó kérdések a főherceg szívének megnyerése tárgyában) címmel.
Emellett írt több filozófiai és vallási művet (Les Exercices de l’esprit, Lelkigyakorlatok; Le Vrai philosophe, Az igazi filozófus; Réflexions faites dans la solitude, Magányos elmélkedések, Traité sur la réligion, Értekezés a vallásról; Pièces sur la morale, Írások az erkölcsről), elemezte a Habsburg Birodalom próbálkozásait a világkereskedelembe való csatlakozásra (Vues sur la commerce, Meglátások a kereskedelemről) és a terjeszkedő Poroszország helyzetét (Observations sur les Prussiens, Megfigyelések a poroszokról). Szerzett zenét is, néhány rövid óda és air maradt fenn tőle, írt a levélírás divatos művészetéről (Comment écrire des lettres, Hogyan írjunk levelet) és egy gúnyos értekezést sógornőjéről, Mária Annáról Les Charmes de la fausse amitié (A hamis barátság bájai) címmel.
Iratainak többségét a Magyar Nemzeti Levéltárban, néhány darabját az Osztrák Nemzeti Levéltárban, első művének kéziratát a parmai Biblioteca Palatinában őrzik. Ernest Sanger, Ursula Tamussino és Élisabeth Badinter Izabelláról szóló életrajzai közölnek belőlük részleteket.

### Haladó pedagógia:Gondolatok az oktatásról

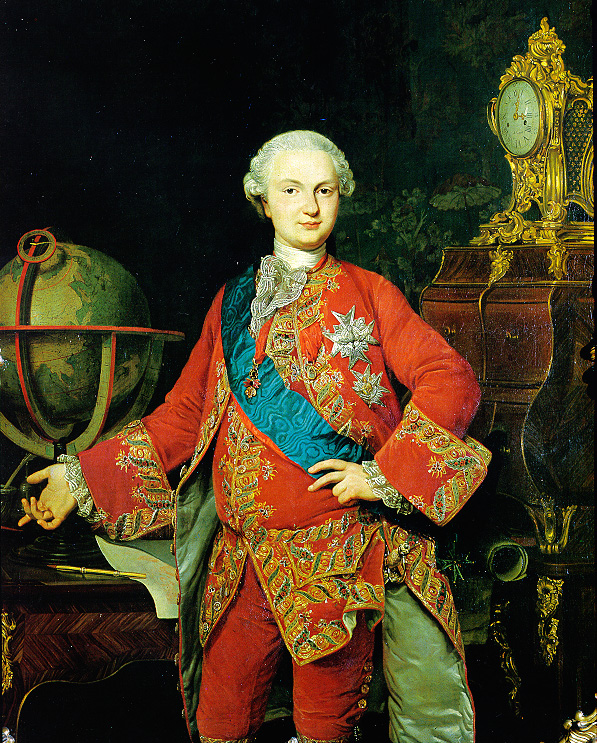
Izabella öccse, Ferdinánd, mint Parma uralkodó hercege Pietro Melchiorre Ferrari 1765 és 1769 között készült festményén.

Fontos témája volt az oktatás és nevelés, Réflexions sur l’éducation (Gondolatok az oktatásról) és Vues générales que l’on doit avoir pour bien élever un prince (Egy uralkodó helyes neveléséhez szükséges általános meglátások) című értekezései szólnak erről. A Réflexions a felvilágosodás elveinek erős hatását mutató, korát meghaladó pedagógiai mű, amely a „kedvességet” és a szoros érzelmi kapcsolatot tekinti a nevelés alapjának. Kiemelte az igazságosságot és a szabályok észszerű elmagyarázását. Izabella elutasította a kor uralkodói udvaraiban bevett tekintélyelvű nevelést, amelyet szülei is alkalmaztak. Szerinte ez a módszer „erőszakossá, makaccsá és durvává” teszik a gyermekeket, amit felnőtt korukban sem tudnak majd levetkőzni, mert született „jószándékuk és önbizalmuk” helyett megtanulnak a „megaláztatástól való szolgai rettegés” miatt cselekedni és sosem tapasztalják meg „kötelességeik szabad akaratukból való teljesítésének” örömét.
Névtelenül jellemezve öccsét, a bántalmazó nevelői által lelkileg megnyomorított Ferdinándot leírta, hogy a magukra „rabszolgákként” gondoló elnyomott gyermekek „érzéketlenné és önmarcangolóvá” válnak a neveltetésük miatt. Különösen elítélte a testi fenyítést, amelyet haszontalannak és veszélyesnek tartott. Véleménye szerint csak a tehetségtelen, „megkeményedett szívű” és „alantas érzelmű” nevelők verik a gyerekeket, akik tévesen úgy vélik, hogy az emberek „nem jobbak az állatoknál”. A verés Izabella szerint őszintétlenné teszi a gyerekeket, gyűlöletet és bosszúvágyat ébreszt bennük (amint az öccsével, Ferdinánddal történt). A gyermeknevelést teljes mértékben a szülők feladatának tartotta, „lustának, közömbösnek és gyengének” nevezte azokat, akik (mint az ő szülei), idegenekre bízzák gyermekeiket.

### A dinasztikus házasságok elítélése:A hercegnők sorsáról
Saját sorsa alapján írta Sur le sort des princesses (A hercegnők sorsáról) című értekezését, amely szerint „szerencsétlen politika” arra számítani, hogy a dinasztikus házasságok tartós szövetséget jelentenek két ország között, ha a szövetség egyéb okai már nem állnak fenn. A kiházasított hercegnőket ezen politika „áldozatainak”, helyzetüket „szomorúnak” tekintette, de úgy gondolta, ha követik „Isten akaratát”, „irigylendővé” tehetik életüket.

### Protofeminista gondolatok:Értekezés a férfiakról
Legradikálisabb, a nők teljes egyenjogúságáról szóló műve a Traité sur les hommes (Értekezés a férfiakról). Izabella szerint a nők ugyanolyan szellemi képességekkel rendelkeznek, mint a férfiak, talán jobbakkal is. A férfiakról gúnyosan írt, „haszontalan állatoknak” nevezte őket, akik csak azért léteznek, hogy „rosszat tegyenek, türelmetlenkedjenek és zavart keltsenek”. Talán férjét jellemezte, amikor azt írta, a férfiak „mentek az érzelmektől, csak magukat szeretik”. Habár a férfiak „gondolkodásra születnek”, képességeiket elpazarolják, mert csak „szórakoznak, ordibálnak, hősködnek, fel-alá rohangálnak, azaz csakis olyasmit tesznek, ami hízeleg a hiúságuknak vagy nem igényel tőlük gondolkodást”. Kifejtette, a férfiak azért állnak mégis a nők fölött a társadalomban, hogy „hibáik mellett fényesebben ragyogjanak [a nők] erényei”, hogy a férfiak maguk is minden nap egy kicsivel jobbá legyenek és mert, „ha nem tartanának minden hatalmat a kezükben, teljességgel száműznék őket” a világból. Összefoglalva, Izabella szerint a férfiak azért nyomják el a nőket, mert tisztában vannak azok felsőbbrendűségével.